# Curtis Hanson
Curtis Lee Hanson (Reno, Nevada, 1945. március 24. – Los Angeles, Kalifornia, 2016. szeptember 20.) Oscar-díjas amerikai filmrendező, forgatókönyvíró és filmproducer.

## Élete és pályafutása
Hanson Reno-ban született,  Beverly June ingatlanügynök és Wilbur Hale "Bill" Hanson tanár gyermekeként, de Los Angeles-ben nőtt fel. Hanson nem végezte el a középiskolát, mert inkább szabadúszó fotósként és újságszerkesztőként dolgozott. 1970-től forgatókönyvíróként és rendezőként kereste kenyerét, 2012-es visszavonulásáig.

## Halála
Alzheimer-kórban szenvedett, ezért hagyta abba a filmezést 2012-ben. 2016. szeptember 20-án hollywoodi otthonában hunyt el 71 éves korában, természetes halállal.

## Filmográfia

### Filmrendezései
| Év   | Magyar cím                            | Eredeti cím                    | Feladatkör | Feladatkör   | Feladatkör   |
| Év   | Magyar cím                            | Eredeti cím                    | Rendező    | Forgatókönyv | Producer     |
| ---- | ------------------------------------- | ------------------------------ | ---------- | ------------ | ------------ |
| 1970 |                                       | The Dunwich Horror             | Nem        | Igen         | Nem          |
| 1973 |                                       | Sweet Kill                     | Igen       | Igen         | Igen         |
| 1978 | A csendestárs                         | The Silent Partner             | Nem        | Igen         | Társproducer |
| 1979 |                                       | The Little Dragons             | Igen       | Nem          | Igen         |
| 1982 | Fehér kutya                           | White Dog                      | Nem        | Igen         | Nem          |
| 1983 | Ne féljünk a farkastól!               | Never Cry Wolf                 | Nem        | Igen         | Nem          |
| 1983 | A szerelemben vesztes                 | Losin' It                      | Igen       | Nem          | Nem          |
| 1987 | Hálószobaablak                        | The Bedroom Window             | Igen       | Igen         | Nem          |
| 1990 | Halálos barátság                      | Bad Influence                  | Igen       | Nem          | Nem          |
| 1992 | A kéz, amely a bölcsőt ringatja       | The Hand that Rocks the Cradle | Igen       | Nem          | Nem          |
| 1994 | Veszélyes vizeken                     | The River Wild                 | Igen       | Nem          | Nem          |
| 1997 | Szigorúan bizalmas                    | L.A. Confidential              | Igen       | Igen         | Igen         |
| 2000 | Wonder Boys – Pokoli hétvége          | Wonder Boys                    | Igen       | Nem          | Igen         |
| 2002 | 8 mérföld                             | 8 Mile                         | Igen       | Nem          | Igen         |
| 2005 | Egy cipőben                           | In Her Shoes                   | Igen       | Nem          | Igen         |
| 2007 | Szerencse dolga                       | Lucky You                      | Igen       | Igen         | Igen         |
| 2011 | Vad évad                              | The Big Year                   | Nem        | Nem          | Igen         |
| 2012 | Mavericks – Ahol a hullámok születnek | Chasing Mavericks              | Igen       | Nem          | Igen         |

Filmszínészként
- 2002 – Adaptáció (Adaptation), cameoszerep (Orlean férje)

### Televízió
| Év   | Magyar cím             | Eredeti cím                  | Feladatkör | Feladatkör | Feladatkör      | Megjegyzések                      |
| Év   | Magyar cím             | Eredeti cím                  | Rendező    | Író        | Vezető producer | Megjegyzések                      |
| ---- | ---------------------- | ---------------------------- | ---------- | ---------- | --------------- | --------------------------------- |
| 1986 |                        | The Children of Times Square | Igen       | Igen       | Nem             | tévéfilm                          |
| 2002 |                        | Greg the Bunny               | Igen       | Nem        | Nem             | - televíziós sorozat - egy epizód |
| 2010 | Doktor Donor           | Three Rivers                 | Nem        | Nem        | Igen            | - televíziós sorozat - egy epizód |
| 2011 | Válság a Wall Streeten | Too Big to Fail              | Igen       | Nem        | Igen            | tévéfilm                          |
| 2014 |                        | Hoke                         | Nem        | Nem        | Igen            | tévéfilm                          |

## Fordítás
- Ez a szócikk részben vagy egészben  a   Curtis Hanson című angol Wikipédia-szócikk fordításán alapul.  Az eredeti cikk szerkesztőit annak laptörténete sorolja fel. Ez a jelzés csupán a megfogalmazás eredetét és a szerzői jogokat jelzi, nem szolgál a cikkben szereplő információk forrásmegjelöléseként.